# Máquina diferencial

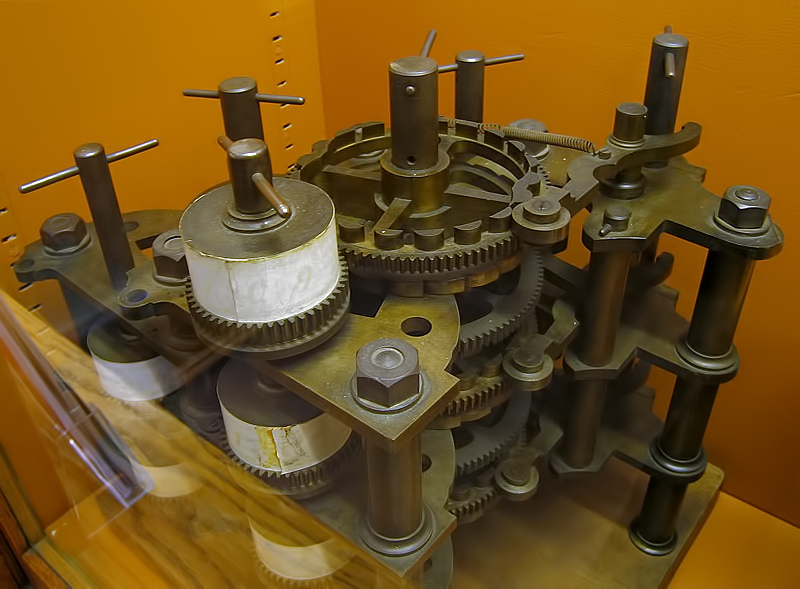
Parte da Máquina diferencial de Babbage, montada por seu filho usando peças encontradas no laboratório

A máquina diferencial foi um invento de Charles Babbage, para cálculos com polinômios.

## História
Em meados do século XIX, em plena segunda fase da Revolução Industrial, estavam em progresso muitas tentativas de automação de processos, com destaque para aqueles envolvendo cálculos para a composição de tabelas trigonométricas e de logaritmos quer para o emprego na navegação, na pesquisa científica ou na engenharia.
Algumas pessoas tentavam conceber máquinas que executassem este tipo de cálculo, tendo sido construídos vários modelos. A máquina mais avançada, entretanto, jamais entrou em produção: a chamada máquina diferencial de Babbage.
Um modelo foi apresentado por Babbage, na Inglaterra, em 1822, capaz de resolver equações polinômicas através de diferenças entre números, e assim, de efetuar os cálculos necessários para construir tabelas de logaritmos.
A máquina tinha a capacidade de receber dados, processá-los, armazená-los e exibi-los. Graças a ela Babbage ficou conhecido como o pai do computador e conseguiu apoio governamental para criar um modelo mais complexo, a "Maquina Analítica".
Devido a problemas de engenharia e a conflitos pessoais e políticos de Babbage, o projeto do Engenho Analítico jamais foi concluído.

## Benefícios
Quais os benefícios que a máquina diferencial trouxe?
- Foi a primeira tentativa de se construir uma máquina de computação que fosse automática e adaptável;
- Diminuíram-se os erros nas leituras dos resultados, pois ela imprimia-os em cartões perfurados;
- Foi um dos pontos de partida para a indústria de máquinas.

## Science Museum
Em 1991, o Science Museum em Londres construiu a máquina diferencial de Babbage n° 2 para uma exposição sobre a história da computação.